# زبان مون
زبان مون (مون:ဘာသာမန်، برمه‌ای: မွန်ဘာသာစကား، تای: ภาษามอญ) یک زبان آستروآسیایی است که توسط مردم مون گویش می‌شود. مون، همانند زبان خمر، اما برخلاف بیشتر زبان‌ها در سرزمین اصلی جنوب شرق آسیا، زبانی نواخت‌بر نیست. زبان مون یک زبان بومی به رسمیت شناخته‌شده در میانمار و تایلند است.